# Диф, Рене
Рене Диф (дат. René Dif, род. 17 октября 1967 года) — датский певец, автор песен, диджей и актёр, наиболее известный как ведущий вокалист датско-норвежской евродэнс-группы Aqua.

## Ранние годы
Рене родился в Копенгагене. Его отец был алжирцем, а мать датчанкой. У него есть два младших брата и сестра. Он никогда не интересовался школой, и его несколько раз выгоняли оттуда. В результате Диф бросил школу после девятого класса и стал работать на круизном лайнере.

## Карьера
Находясь на Барбадосе, Рене услышал местного диджея по радио и решил стать диджеем. Он отправился в Норвегию, чтобы осуществить свою мечту стать звездой. Диф познакомился с Лене Нюстрём на круизном лайнере в 1994 году. Когда он, Клаус Норрен и Сёрен Растед создавали группу, им понадобился вокалист, и Лене предложили присоединиться. Группа, которая позже стала известна как Aqua, добилась международного успеха. Будучи диджеем в Норвегии, Диф познакомился с DJ Alligator, с которым записал альбом Groove your soul и дебютный сингл «I believe». Несмотря на неудачу, они ознаменовали дебют Дифа как начинающего диджея с вокальными способностями.
Группа продала более 28 миллионов пластинок по всему миру и попала в Книгу рекордов Гиннесса как единственная дебютная группа с тремя самостоятельно написанными хитами, которые стали номер один в Великобритании. Рене получил более 140 золотых и платиновых сертификаций. Главными хитами Aqua были «Roses Are Red», «My Oh My», «Barbie Girl», «Lollipop (Candyman)», «Doctor Jones», «Turn Back Time», «Good Morning Sunshine», «Cartoon Heroes» и «Around the World».
После распада Aqua в 2001 году Диф выпустил сольные синглы, в том числе «Let it all out (Push it)» и «The Uhh Uhh Song». В 2002 году он опубликовал автобиографию под названием «Popdreng – Ud af skabet». В 2004 году он начал карьеру актёра, снявшись в нескольких фильмах режиссёра Лассе Спанга Ольсена. Он владел баром в центре Копенгагена.
Aqua воссоединились в 2008 году как концертная группа. В марте 2011 года они выпустили первый сингл «How R U Doin?» со своего третьего альбома Megalomania, выпущенного в сентябре 2011 года вслед за выпуском ещё двух синглов «Playmate to Jesus» и «Like a Robot».

## Личная жизнь
Рене Диф состоял в отношениях с коллегой по группе Aqua Лене Нюстрём. Они были в отношениях в течение трёх лет.
Позже он женился на Рикке Майе, от которой у него двое детей. В последствии они развелись.
Сейчас он состоит в отношениях с Линет Джо. В июле 2021 он сделал ей предложение.